# 普苏森尼斯一世
普苏森尼斯一世是于公元前1047至前1001年统治塔尼斯的古埃及二十一王朝第三位法老。普苏森尼斯这个名字是希腊翻译，原文名字是帕斯普卡努或霍尔-帕塞巴克亨纽特，意为“出现在城市的星星”。而王位名阿赫普瑞·塞特普纳蒙意为“拉的伟大是显现，阿蒙的不二人选”。他是阿蒙大祭司皮努杰姆一世与度雅特哈托尔-荷努特塔威之子，他迎娶了她的姐妹穆特奈德杰梅特。

## 埋葬

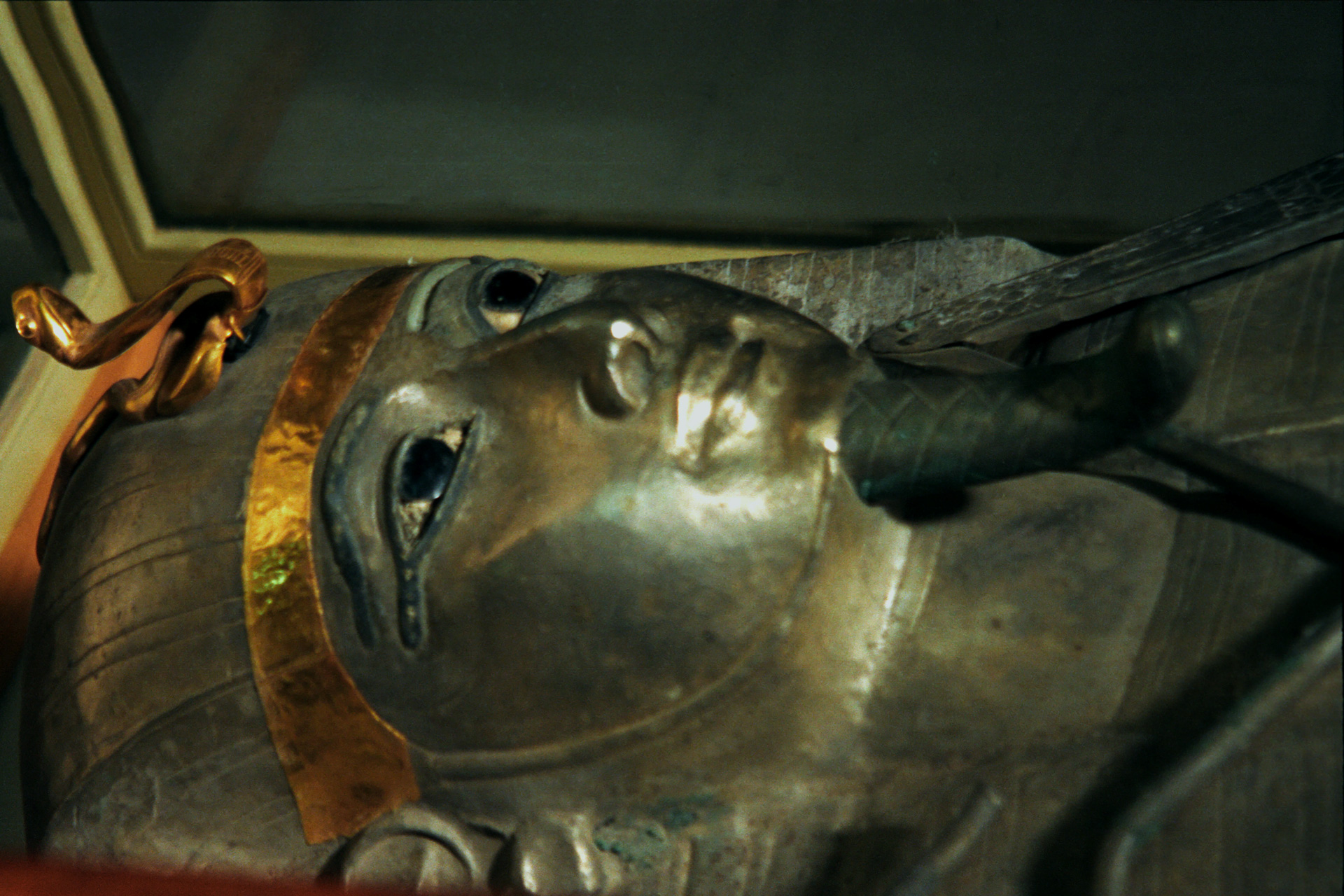
普苏森尼斯一世棺，现藏开罗博物馆

普苏森尼斯一世埋葬于下埃及的塔尼斯编号3的陵墓，许多木制陪葬品被洪水毁坏，其木乃伊也被发现，他的头上还戴着金面具，其外棺与二层棺原是为十九王朝的法老麦伦普塔使用的，后为普苏森尼斯一世使用。其陵墓于1940年被博士发现，木乃伊在1940年在开罗大学检验，发现他死时已是风烛残年的老法老，如今其木乃伊与陪葬品现在在开罗博物馆展览。

## 统治
他真正的统治时间不详，一般认为是41年到51年，他在阿蒙大神庙为阿蒙与姆特神建造新围墙。